# Zelek (nazwisko)
Zelek (forma żeńska: Zelek, liczba mnoga: Zelkowie) – polskie nazwisko.

## Etymologia nazwiska
Nazwisko Zelek to forma pochodna od słowiańskich imion złożonych: Żelisław lub Żelimir. Nazwisko bardzo popularne w wioskach klucza strzeszyckiego oraz ościennych miejscowościach. Notowane na tych terenach już w 1699 (Iędrzey Zelek), czasem pisane jako  Zelech.

## Znani Zelkowie
- Dorota Gawryluk z domu Zelek,
- Kazimierz Zelek,
- Ignacy Zelek,
- Roman Zelek,
- Bronisław Zelek,
- Wojciech Zelek,